# Literarische Gesellschaft Halberstadt
Die Literarische Gesellschaft war eine Vereinigung zur Förderung von Literatur und Kultur in Halberstadt, der Hauptstadt des gleichnamigen Fürstentums Halberstadt im Zeitalter der Aufklärung. Sie bestand von 1785 bis 1810.

## Aktivitäten
Anliegen der Mitglieder der Literarischen Gesellschaft war es, sich gegenseitig durch die Mitteilung nützlicher und angenehmer Kenntnisse im Sinne der Aufklärung zu erbauen und sich freundschaftlich zu belehren sowie für das Gemeinwohl zu wirken. Gemeinsam widmete man sich durch lehrreiche Unterredungen der Förderung von Literatur und Kultur in Halberstadt und Umgebung.
Wöchentlich wurde von der Literarischen Gesellschaft ab 1785 die „Halberstädtischen Gemeinnützigen Blätter zum Besten der Armen“ herausgegeben.

## Geschichte
Auf Anregung des Rektors der Domschule Halberstadt, Gottlob Nathanael Fischer (1748–1800), des Dompredigers Werner Streithorst (1746–1800), des königlich-preußischen Kriegsrates Friedrich Wilhelm Eichholtz (1720–1800) und des Assistenzrates Johann Heinrich Lucanus (1752–1828) trafen sich zu Silvester 1784 etwa vierzig Beamte, Pastoren, Lehrer, Ärzte, Offiziere und einige Adlige aus Stadt und Fürstentum Halberstadt, um am ersten Tag des neuen Jahres 1785 im Sinne der Aufklärung eine Literarische Gesellschaft zu gründen. Es wurde vereinbart, sich jeweils mittwochs für ca. drei Stunden an unterschiedlichen Orten der Stadt zu gemeinsamen Gesprächen zu versammeln. Einmal jährlich sollte für alle Mitglieder eine Vollversammlung in einem Lokal mit großen Saal stattfinden. Außerdem war man bemüht, Kontakte mit anderen Zentren der Aufklärung in der weiteren Umgebung wie in Halle und Magdeburg, in Dessau und in Berlin sowie in Leipzig und in Braunschweig und in Wolfenbüttel aufzubauen.
Erster Direktor der Gesellschaft wurde der Halberstädter Domdechant und Hymnologe Georg Ludwig von Hardenberg (1720–1786), der jedoch bereits im darauffolgenden Jahr verstarb.
Relativ rasch stieg die Mitgliederzahl in den ersten Jahren auf über 50 Männer an, zumal auch Johann Wilhelm Ludwig Gleim (1719–1803) Mitglied der Gesellschaft wurde und daher auch viele Mitglieder von dessen Dichterkreis in die Gesellschaft eintraten.
Am 7. Mai 1788 organisierte der Literarische Gesellschaft eine Gedenkfeier anlässlich des hundertsten Todestages des brandenburgischen Kurfürsten Friedrich Wilhelm.
Die Literarische Gesellschaft baute auch eine eigene Bibliothek auf, deren Katalog 1796 erschien.
Nachdem zu Beginn des 19. Jahrhunderts mehrere namhafte Persönlichkeiten der Gesellschaft verstorben waren, verminderten sich nicht nur die Mitgliederzahl auf ca. 20, sondern auch die Anzahl der Zusammenkünfte und Aktivitäten der Gesellschaft. Nachdem Halberstadt zum Königreich Westphalen geschlagen wurde und die Stadt französisch besetzt wurde, minimierten sich die Aktivitäten der Gesellschaft, bis sie im Jahre 1810 vollständig aufgelöst wurde. Nach Zerschlagung des Königreichs Westphalen kam es nicht wieder zu einer Neugründung der Gesellschaft.

## Bekannte Mitglieder in alphabetischer Reihenfolge
- Friedrich Gottfried Abel, Arzt und Domphysikus
- Christian Friedrich Bernhard Augustin (1771–1856), Sammler
- Christian Konrad Wilhelm von Dohm (1751–1820), Publizist und Politiker
- Johann August Eberhard (1739–1809), Philosoph
- Friedrich Wilhelm Eichholtz (1720–1800), Kriegsrat
- Gottlob Nathanael Fischer (1748–1800), Rektor der Domschule
- Johann Gottlieb Fritze (1740–1793), Arzt und Reformer des Lazarettwesens
- Johann Wilhelm Ludwig Gleim (1719–1803), Dichter
- Leopold Friedrich Günther von Goeckingk (1748–1828), Dichter, Kriegs- und Domänenrat
- Georg Ludwig von Hardenberg (1720–1786), evangelischer Domdechant und Hymnologe
- Johann Wilhelm Martin Heyer († 1807), Prediger zu Eggenstedt
- Heyer, Bruder des Obigen, Regierungspräsident zu Merseburg
- Johann Christian Huth (1726–1804), Architekt und Landbaumeister im Fürstentum Halberstadt
- Franz Alexander von Kleist (1769–1797), Dichter und Politiker
- Karl Friedrich von dem Knesebeck (1768–1848), preußischer Generalfeldmarschall
- Karl Sigismund Kramer (1759–1808), Arzt, Schriftsteller und Übersetzer
- Johann Heinrich Lucanus (1752–1828), Regierungsassistenzrat
- Immanuel David Mauchart (1764–1826), evangelischer Theologe und Pädagoge
- Karl von Reinhard, Hofrat und Dichter[2]
- Friedrich Eberhard von Rochow (1734–1805), Pädagoge und Reformer
- Klamer Eberhard Karl Schmidt (1746–1824), Dichter
- Albert Siebert, Arzt, Mitglied der Sydenhamischen Gesellschaft zu Halle
- Graf Christian Friedrich zu Stolberg-Wernigerode (1746–1824), regierender Graf der Grafschaft Wernigerode
- Werner Streithorst (1746–1800), Domprediger
- Peter Villaume (1746–1806), Theologe und Pädagoge.